# Umara
Umara je otok u Ohotskom moru na južnoj strani zaljeva Odjan.
Otok je dug 900 metara, a od sjeverne obale poluotoka Koni dijeli ga 1 km širok zaljev. Na otoku postoji mjesto za promatranje morskih ptica.
Administrativno, otok pripada ruskoj Magadanskoj oblasti.